# Josef Ševčík (kněz)
Josef Ševčík (25. února 1857, Dobronice – 20. října 1911, Babice) byl český římskokatolický duchovní.

## Biografie
Josef Ševčík se narodil v roce 1857 v Dobronicích, v roce 1878 vstoupil dobrovolně do armády Rakouska-Uherska a bojoval v Bosně, následně v roce 1883 byl vysvěcen na kněze a od roku 1888 do roku 1895 působil jako farář v Martínkově, následně odešel do Babic, kde od roku 1895 až do své smrti v roce 1911 působil také jako duchovní. Ve stejné farnosti s ním jako kaplan mezi lety 1904 a 1906 působil Jakub Deml, se kterým se spřátelil a posléze si až do smrti Ševčíka dopisovali, jejich korespondence je zachycena v knize Carissime, kde se touláte?. Je pohřben v Babicích pod křížem, jehož autorem je František Bílek, se kterým se také přátelil.
Věnoval se také překladatelství ze staroněmčiny.